# McKellar-Gletscher
Der McKellar-Gletscher ist ein etwa 38 km langer und 2,5 km breiter Gletscher im ostantarktischen Viktorialand. In den Victory Mountains fließt er entlang der Ostseite des Evans Ridge zum Pearl-Harbor-Gletscher.
Die Nordgruppe der New Zealand Federated Mountain Clubs Antarctic Expedition (1962–1963) benannte ihn nach dem neuseeländischen Geologen und Glaziologen Ian Charles McKellar (1919–1986), der bei der von 1957 bis 1958 dauernden Kampagne im Rahmen der New Zealand Geological Survey Antarctic Expedition an Vermessungen des Gebiets um den nahegelegenen Tucker-Gletscher beteiligt war.